# Coussay-les-Bois
Coussay-les-Bois és un municipi francès situat al departament de la Viena i a la regió de la Nova Aquitània. L'any 2007 tenia 825 habitants.

## Demografia

### Població
El 2007 la població de fet de Coussay-les-Bois era de 825 persones. Hi havia 334 famílies de les quals 92 eren unipersonals (28 homes vivint sols i 64 dones vivint soles), 97 parelles sense fills, 117 parelles amb fills i 28 famílies monoparentals amb fills.
La població ha evolucionat segons el següent gràfic:
Habitants censats

### Habitatges
El 2007 hi havia 449 habitatges, 341 eren l'habitatge principal de la família, 76 eren segones residències i 32 estaven desocupats. 442 eren cases i 6 eren apartaments. Dels 341 habitatges principals, 278 estaven ocupats pels seus propietaris, 50 estaven llogats i ocupats pels llogaters i 13 estaven cedits a títol gratuït; 1 tenia una cambra, 25 en tenien dues, 69 en tenien tres, 108 en tenien quatre i 138 en tenien cinc o més. 265 habitatges disposaven pel capbaix d'una plaça de pàrquing. A 133 habitatges hi havia un automòbil i a 166 n'hi havia dos o més.

### Piràmide de població
La piràmide de població per edats i sexe el 2009 era:
| Homes | Edats   | Dones |
| ----- | ------- | ----- |
| 4     | 95 o +  | 0     |
| 8     | 90 a 94 | 4     |
| 0     | 85 a 89 | 16    |
| 0     | 80 a 84 | 0     |
| 24    | 75 a 79 | 24    |
| 16    | 70 a 74 | 16    |
| 20    | 65 a 69 | 44    |
| 16    | 60 a 64 | 12    |
| 20    | 55 a 59 | 8     |
| 20    | 50 a 54 | 16    |
| 28    | 45 a 49 | 36    |
| 40    | 40 a 44 | 28    |
| 40    | 35 a 39 | 56    |
| 8     | 30 a 34 | 20    |
| 24    | 25 a 29 | 20    |
| 8     | 20 a 24 | 16    |
| 32    | 15 a 19 | 40    |
| 24    | 10 a 14 | 24    |
| 24    | 5 a 9   | 32    |
| 28    | 0 a 4   | 12    |

## Economia
El 2007 la població en edat de treballar era de 518 persones, 401 eren actives i 117 eren inactives. De les 401 persones actives 356 estaven ocupades (192 homes i 164 dones) i 45 estaven aturades (18 homes i 27 dones). De les 117 persones inactives 30 estaven jubilades, 48 estaven estudiant i 39 estaven classificades com a «altres inactius».

### Ingressos
El 2009 a Coussay-les-Bois hi havia 370 unitats fiscals que integraven 891,5 persones, la mediana anual d'ingressos fiscals per persona era de 16.936 €.

### Activitats econòmiques
Dels 27 establiments que hi havia el 2007, 1 era d'una empresa extractiva, 1 d'una empresa alimentària, 6 d'empreses de construcció, 7 d'empreses de comerç i reparació d'automòbils, 3 d'empreses d'hostatgeria i restauració, 1 d'una empresa financera, 1 d'una empresa immobiliària, 5 d'empreses de serveis, 1 d'una entitat de l'administració pública i 1 d'una empresa classificada com a «altres activitats de serveis».
Dels 13 establiments de servei als particulars que hi havia el 2009, 1 era un taller de reparació d'automòbils i de material agrícola, 2 paletes, 2 lampisteries, 2 electricistes, 1 perruqueria, 3 restaurants i 2 agències immobiliàries.
Dels 3 establiments comercials que hi havia el 2009, 1 era una fleca, 1 una botiga d'electrodomèstics i 1 una floristeria.
L'any 2000 a Coussay-les-Bois hi havia 40 explotacions agrícoles que ocupaven un total de 1.536 hectàrees.

## Equipaments sanitaris i escolars
El 2009 hi havia una escola elemental integrada dins d'un grup escolar amb les comunes properes formant una escola dispersa.

## Poblacions més properes
El següent diagrama mostra les poblacions més properes.